# Gavin Long
Pour les articles homonymes, voir Long.
Gavin Long né le 31 mai 1901 et mort le 10 octobre 1968 est journaliste et un historien australien spécialisé dans l'histoire militaire. On lui doit notamment L'Australie dans la guerre de 1939-1945.